# Consultative Group on International Agricultural Research
Consultative Group on International Agricultural Research (Conselho de Pesquisa Agrícola Internacional) ou CGIAR é uma organização internacional cuja missão é coordenar os programas de pesquisa agrícola internacional com os objetivos de reduzir a pobreza e alcançar a segurança alimentar nos países em desenvolvimento por meio da pesquisa em agricultura.
O conselho foi criado por iniciativa da Fundação Rockefeller, que patrocinava encontros internacionais de agrônomos em seu Centro de Conferência Bellagio, no Lago de Como (Itália) desde 1968.
Em 1970, os diretores da fundação propuseram uma rede mundial de centros de pesquisa agrícola sob a supervisão de um secretariado permanente. A proposta foi apoiada e desenvolvida pelo Banco Mundial. O CGIAR foi inaugurado em 19 de maio de 1971, com o apoio financeiro da Organização das Nações Unidas para a Alimentação e a Agricultura, do Fundo Internacional de Desenvolvimento Agrícola e do Programa das Nações Unidas para o Desenvolvimento. Em 1983, havia treze centros de pesquisa ao redor do mundo sob a sua supervisão Atualmente, o CGIAR possui 64 membros: organizações internacionais, fundações (Rockefeller, Gates, Mosanto), governos e organizações não-governamentais, além de 15 centros de pesquisa, os Future Harvest Centres, que juntos formam a Aliança dos Centros de Pesquisa do CGIAR.
À época de sua fundação, havia uma ampla preocupação de que os países em desenvolvimento sucumbiriam à fome. A Revolução Verde começava a alcançar sucesso na Ásia e a Comissão Pearson de Desenvolvimento Internacional pediu que a comunidade internacional concentrasse "intensos esforços internacionais" para apoiar "pesquisas especializadas em produção de alimentos e agricultura tropical".